# Uggenäsdypen
Uggenäsdypen är en sjö i Torsby kommun i Värmland och ingår i Glommas huvudavrinningsområde. Sjön är 12,5 meter djup, har en yta på 0,314 kvadratkilometer och befinner sig 346,8 meter över havet.

## Delavrinningsområde
Uggenäsdypen ingår i det delavrinningsområde (673835-132525) som SMHI kallar för Ovan Dypån. Medelhöjden är 394 meter över havet och ytan är 25,79 kvadratkilometer. Räknas de 3 avrinningsområdena uppströms in blir den ackumulerade arean 59,59 kvadratkilometer. Medskogsån (Avundsåsån) som avvattnar avrinningsområdet har biflödesordning 2, vilket innebär att vattnet flödar genom totalt 2 vattendrag innan det når havet efter 28 kilometer. Avrinningsområdet består mestadels av skog (82 procent). Avrinningsområdet har 1,04 kvadratkilometer vattenytor vilket ger det en sjöprocent på 4 procent.